# Prace OSW
Prace Ośrodka Studiów Wschodnich – seria wydawnicza poświęcona różnym zagadnieniom międzynarodowym publikowana od 2001 roku przez Ośrodek Studiów Wschodnich. Ukazującą się kilkanaście razy w roku. Wydawane są w języku polskim i angielskim.